# Bulgária az 1972. évi nyári olimpiai játékokon
Bulgária az NSZK-beli Münchenben megrendezett 1972. évi nyári olimpiai játékok egyik részt vevő nemzete volt. Az országot az olimpián 15 sportágban 130 sportoló képviselte, akik összesen 21 érmet szereztek.

## Érmesek
| Érem  | Versenyző                   | Sportág    | Versenyszám              |
| ----- | --------------------------- | ---------- | ------------------------ |
| Arany | Petar Kirov                 | Birkózás   | Kötöttfogás, 52 kg       |
| Arany | Georgi Markov               | Birkózás   | Kötöttfogás, 62 kg       |
| Arany | Georgi Kosztadinov          | Ökölvívás  | Légsúly                  |
| Arany | Norair Nurikjan             | Súlyemelés | 60 kg                    |
| Arany | Jordan Bikov                | Súlyemelés | 75 kg                    |
| Arany | Andon Nikolov               | Súlyemelés | 90 kg                    |
| Ezüst | Jordanka Blagoeva           | Atlétika   | Női magasugrás           |
| Ezüst | Diana Jorgova               | Atlétika   | Női távolugrás           |
| Ezüst | Sztojan Aposztolov          | Birkózás   | Kötöttfogás, 68 kg       |
| Ezüst | Alekszandar Tomov           | Birkózás   | Kötöttfogás, +100 kg     |
| Ezüst | Ognyan Nikolov              | Birkózás   | Szabadfogás, 48 kg       |
| Ezüst | Oszman Duraliev             | Birkózás   | Szabadfogás, +100 kg     |
| Ezüst | Angel Angelov               | Ökölvívás  | Kisváltósúly             |
| Ezüst | Mladen Kucsev               | Súlyemelés | 67,5 kg                  |
| Ezüst | Atanasz Sopov               | Súlyemelés | 90 kg                    |
| Ezüst | Alekszandar Krajcsev        | Súlyemelés | 110 kg                   |
| Bronz | Ivanka Hrisztova            | Atlétika   | Női súlylökés            |
| Bronz | Vaszilka Sztoeva            | Atlétika   | Női diszkoszvetés        |
| Bronz | Sztefan Angelov             | Birkózás   | Kötöttfogás, 48 kg       |
| Bronz | Ivan Krasztev               | Birkózás   | Szabadfogás, 62 kg       |
| Bronz | Ivan Burcsin Fegya Damjanov | Kajak-kenu | Férfi kenu kettes 1000 m |

## Atlétika
Férfi
| Versenyző     | Versenyszám    | Előfutam | Előfutam | Előfutam | Döntő   | Döntő    |
| Versenyző     | Versenyszám    | Idő      | Hely.    | Össz.    | Idő     | Helyezés |
| ------------- | -------------- | -------- | -------- | -------- | ------- | -------- |
| Mihail Zselev | 3000 m akadály | 8:35,8   | 3.       | 20.*     | 9:02,59 | 12.      |

| Versenyző      | Versenyszám   | Selejtező | Selejtező | Döntő    | Döntő    |
| Versenyző      | Versenyszám   | Eredmény  | Helyezés  | Eredmény | Helyezés |
| -------------- | ------------- | --------- | --------- | -------- | -------- |
| Petar Bogdanov | Magasugrás    | 212 cm    | 23.       | kiesett  | kiesett  |
| Todor Manolov  | Kalapácsvetés | 65,62 m   | 21.       | kiesett  | kiesett  |

Női
| Versenyző                                                    | Versenyszám     | Előfutam | Előfutam | Előfutam | Negyeddöntő | Negyeddöntő | Negyeddöntő | Elődöntő | Elődöntő | Elődöntő | Döntő   | Döntő    |
| Versenyző                                                    | Versenyszám     | Idő      | Hely.    | Össz.    | Idő         | Hely.       | Össz.       | Idő      | Hely.    | Össz.    | Idő     | Helyezés |
| ------------------------------------------------------------ | --------------- | -------- | -------- | -------- | ----------- | ----------- | ----------- | -------- | -------- | -------- | ------- | -------- |
| Ivanka Valkova                                               | 100 m           | 11,49    | 2.       | 14.      | 11,48       | 6.          | 14.*        | kiesett  | kiesett  | kiesett  | kiesett | kiesett  |
| Szvetla Zlateva                                              | 800 m           | 1:58,93  | 1.       | 1.       |             |             |             | 2:01,66  | 2.       | 7.       | 1:59,72 | 4.       |
| Vaszilena Amzina                                             | 800 m           | 2:05,95  | 5.       | 27.      |             |             |             | kiesett  | kiesett  | kiesett  | kiesett | kiesett  |
| Vaszilena Amzina                                             | 1500 m          | 4:12,85  | 2.       | 15.      |             |             |             | 4:09,12  | 5.       | 11.      | kiesett | kiesett  |
| Tonka Petrova                                                | 1500 m          | 4:14,95  | 5.       | 21.      |             |             |             | kiesett  | kiesett  | kiesett  | kiesett | kiesett  |
| Diana Jorgova Ivanka Valkova Ivanka Venkova Jordanka Jankova | 4 × 100 m váltó | 43,95    | 5.       | 7.       |             |             |             |          |          |          | kiesett | kiesett  |

| Versenyző            | Versenyszám   | Selejtező | Selejtező | Döntő    | Döntő    |
| Versenyző            | Versenyszám   | Eredmény  | Helyezés  | Eredmény | Helyezés |
| -------------------- | ------------- | --------- | --------- | -------- | -------- |
| Jordanka Blagoeva    | Magasugrás    | 176 cm    | 1.**      | 188 cm   |          |
| Diana Jorgova        | Távolugrás    | 632 cm    | 11.*      | 677 cm   |          |
| Ivanka Hrisztova     | Súlylökés     | 19,20 m   | 1.        | 19,35 m  |          |
| Elena Sztojanova     | Súlylökés     | 17,70 m   | 9.        | 18,34 m  | 8.       |
| Radosztina Vaszekova | Súlylökés     | 17,78 m   | 8.        | 17,86 m  | 12.      |
| Radosztina Vaszekova | Diszkoszvetés | 53,86 m   | 14.       | kiesett  | kiesett  |
| Szvetla Bozskova     | Diszkoszvetés | 56,42 m   | 8.        | 56,72 m  | 10.      |
| Vaszilka Sztoeva     | Diszkoszvetés | 55,26 m   | 11.       | 64,34 m  |          |
| Ljuba Mollova        | Gerelyhajítás | 56,30 m   | 6.        | 59,36 m  | 4.       |

| Versenyző         | Versenyszám | 100 m gát | 100 m gát | Súlylökés | Súlylökés | Magasugrás | Magasugrás | Távolugrás | Távolugrás | 200 m | 200 m | Végeredmény | Végeredmény |
| Versenyző         | Versenyszám | Idő       | Pont      | Eredmény  | Pont      | Eredmény   | Pont       | Eredmény   | Pont       | Idő   | Pont  | Pont        | Helyezés    |
| ----------------- | ----------- | --------- | --------- | --------- | --------- | ---------- | ---------- | ---------- | ---------- | ----- | ----- | ----------- | ----------- |
| Negyalka Angelova | Ötpróba     | 13,84     | 886       | 13,96 m   | 836       | 168 cm     | 915        | 632 cm     | 975        | 24,58 | 884   | 4496        | 6.          |

* - egy másik versenyzővel azonos időt/eredményt ért el

** - négy másik versenyzővel azonos eredményt ért el

## Birkózás
Kötöttfogású
| Versenyző          | Versenyszám | 1. forduló                        | 2. forduló                          | 3. forduló                            | 4. forduló                                | 5. forduló                           | 6. forduló                      | 7. forduló        | Döntő                                                                                                | Helyezés    |
| Versenyző          | Versenyszám | Ellenfél Eredmény                 | Ellenfél Eredmény                   | Ellenfél Eredmény                     | Ellenfél Eredmény                         | Ellenfél Eredmény                    | Ellenfél Eredmény               | Ellenfél Eredmény | Ellenfél Eredmény                                                                                    | Helyezés    |
| ------------------ | ----------- | --------------------------------- | ----------------------------------- | ------------------------------------- | ----------------------------------------- | ------------------------------------ | ------------------------------- | ----------------- | --- | ----------- |
| Sztefan Angelov    | 48 kg       | Vladimir Zubkov (URS) · kétvállas | Lennart Svensson (SWE) · 0.5-3.5    | Seres Ferenc (HUN) · 1-3              | Lorenzo Calafiore (ITA) · 1-3             | Isida Kazuharu (JPN) · 1-3           |                                 |                   | 2. mérkőzés · Rahin Aliabadi (IRI) · kétvállas · 3. mérkőzés · Gheorghe Berceanu (ROU) · kétvállas   |             |
| Petar Kirov        | 52 kg       | Mahdi Houryar (IRI) · kétvállas   | Mohamed Karmous (MAR) · kétvállas   | Jan Michalik (POL) · 1-3              | Jamsrangiin Mönkh–Ochir (MGL) · kétvállas | Miroslav Zeman (TCH) · 1-3           |                                 |                   | 1. mérkőzés · Giuseppe Bognanni (ITA) · kétvállas · 2. mérkőzés · Hirajama Kóicsiró (JPN) · kizárták |             |
| Hriszto Trajkov    | 57 kg       | Karlo Čović (YUG) · 1-3           | Rusztam Kazakov (URS) · 1-3         | Francesco Scuderi (ITA) · 1-3         | Józef Lipień (POL) · 1-3                  | Ion Baciu (ROU) · 1-3                | Hans-Jürgen Veil (FRG) · 1-3    | kiesett           | kiesett                                                                                              | 5.          |
| Georgi Markov      | 62 kg       | Eliseo Salugta (PHI) · kétvállas  | Metin Alakoç (TUR) · 1-3            | Harry Van Landeghem (BEL) · kétvállas | Martti Laakso (FIN) · 1-3                 | Sztéliosz Mijákisz (GRE) · 1-3       | erőnyerő                        |                   | mérkőzés nélkül                                                                                      |             |
| Sztojan Aposztolov | 68 kg       | Veikko Lavonen (FIN) · 1-3        | Mohammad Dalirian (IRI) · kétvállas | Klaus-Peter Göpfert (GDR) · kétvállas | Tage Juhl Weirum (DEN) · kétvállas        | Samil Hiszamutgyinov (URS) · 3-1     | Manfred Schöndorfer (FRG) · 1-3 |                   | Hozott eredmény · Samil Hiszamutgyinov (URS) · 3-1                                                   |             |
| Ivan Kolev         | 74 kg       | Vítězslav Mácha (TCH) · 1-3       | Mehmet Türüt (TUR) · 0.5-3.5        | Werner Schröter (FRG) · 3-1           | Jan Karlsson (SWE) · 1-3                  | Daniel Robin (FRA) · 1-3             |                                 |                   | kiesett                                                                                              | 4.          |
| Kiril Dimitrov     | 82 kg       | Frank Hartmann (GDR) · 1-3        | John Pedersen (DEN) · 0.5-3.5       | Anatolij Nazarenko (URS) · 3-1        | Hegedűs Csaba (HUN) · 3-1                 | kiesett                              |                                 |                   | kiesett                                                                                              | helyezetlen |
| Sztojan Nikolov    | 90 kg       | Pércsi József (HUN) · 3-1         | Czesław Kwieciński (POL) · 3-1      | kiesett                               | kiesett                                   | kiesett                              |                                 |                   | kiesett                                                                                              | helyezetlen |
| Hriszto Ignatov    | 100 kg      | Per Svensson (SWE) · 2-2          | Aimo Mäenpää (FIN) · kétvállas      | Nicolae Martinescu (ROU) · 3-1        | Tore Hem (NOR) · kétvállas                | Nyikolaj Jakovenko (URS) · kétvállas |                                 |                   | kiesett                                                                                              | 4.          |
| Alekszandar Tomov  | +100 kg     | Edward Wojda (POL) · kétvállas    | Anatolij Roscsin (URS) · 3-1        | erőnyerő                              | Ištvan Semeredi (YUG) · kétvállas         |                                      |                                 |                   | 1. mérkőzés · Victor Dolipschi (ROU) · 2-2 · Hozott eredmény · Anatolij Roscsin (URS) · 3-1          |             |

Szabadfogású
| Versenyző         | Versenyszám | 1. forduló                         | 2. forduló                             | 3. forduló                          | 4. forduló                          | 5. forduló                       | 6. forduló                     | 7. forduló        | Döntő                                                                                           | Helyezés    |
| Versenyző         | Versenyszám | Ellenfél Eredmény                  | Ellenfél Eredmény                      | Ellenfél Eredmény                   | Ellenfél Eredmény                   | Ellenfél Eredmény                | Ellenfél Eredmény              | Ellenfél Eredmény | Ellenfél Eredmény                                                                               | Helyezés    |
| ----------------- | ----------- | ---------------------------------- | -------------------------------------- | ----------------------------------- | ----------------------------------- | -------------------------------- | ------------------------------ | ----------------- | ----------------------------------------------------------------------------------------------- | ----------- |
| Ognyan Nikolov    | 48 kg       | Sefer Baygın (TUR) · 2-2           | Gad Zobari (ISR) · kétvállas           | Laták Attila (HUN) · kétvállas      | Roman Dmitrijev (URS) · 3-1         |                                  |                                |                   | 2. mérkőzés · Ebrahim Javadi (IRI) · 1-3 · Hozott eredmény · Roman Dmitrijev (URS) · 3-1        |             |
| Baju Baev         | 52 kg       | Vincenzo Grassi (ITA) · 2-2        | Dorjzovdyn Ganbat (MGL) · kizárták     | kiesett                             | kiesett                             | kiesett                          | kiesett                        |                   | kiesett                                                                                         | helyezetlen |
| Ivan Savov        | 57 kg       | Kazım Yıldırım (TUR) · 1-3         | Arturo Tanaquin (PHI) · kétvállas      | Ivan Kuleshov (URS) · kétvállas     | Zbigniew Żedzicki (POL) · kétvállas | Janagida Hideaki (JPN) · 3-1     | Richard Sanders (USA) · 3-1    | kiesett           | kiesett                                                                                         | 5.          |
| Ivan Krasztev     | 62 kg       | Eliseo Salugta (PHI) · kétvállas   | Jorma Liimatainen (FIN) · 1-3          | Szabó László (HUN) · 1-3            | Petre Coman (ROU) · 1-3             | Joseph Burge (GUA) · kétvállas   | Zagalav Abdulbekov (URS) · 2-2 |                   | 2. mérkőzés · Vehbi Akdağ (TUR) · 3-1 · Hozott eredmény · Zagalav Abdulbekov (URS) · 2-2        |             |
| Iszmail Juszeinov | 68 kg       | Ruszlan Asuralijev (URS) · 3-1     | Tsedendambyn Natsagdorj (MGL) · 1-3    | Eduardo Quintero (CUB) · kétvállas  | Ali Şahin (TUR) · kétvállas         | kiesett                          |                                |                   | kiesett                                                                                         | helyezetlen |
| Jancso Pavlov     | 74 kg       | Daniel Robin (FRA) · 1-3           | Bachir Assi (LIB) · kétvállas          | Danzandarjaa Sereeter (MGL) · 1-3   | Robert Blaser (SUI) · 0.5-3.5       | Wolfgang Nitschke (GDR) · 1-3    | Wayne Wells (USA) · kétvállas  |                   | kiesett                                                                                         | 4.          |
| Ivan Iliev        | 82 kg       | Taras Hyrb (CAN) · 1-3             | Horst Stottmeister (GDR) · kétvállas   | erőnyerő                            | Szaszaki Tacuo (JPN) · 3-1          | kiesett                          | kiesett                        |                   | kiesett                                                                                         | helyezetlen |
| Ruszi Petrov      | 90 kg       | Ronald Grinstead (GBR) · kétvállas | Mehmet Güçlü (TUR) · 1-3               | Michel Grangier (FRA) · 0.5-3.5     | Günter Spindler (GDR) · 3-1         | erőnyerő                         | Ben Peterson (USA) · kétvállas |                   | kiesett                                                                                         | 4.          |
| Vaszil Todorov    | 100 kg      | Gerd Bachmann (GDR) · 1-3          | Alaattin Yıldırım (TUR) · visszalépett | Julio Tamussin (ITA) · 0.5-3.5      | Ryszard Długosz (POL) · 2-2         | Csatári József (HUN) · kétvállas |                                |                   | kiesett                                                                                         | 4.          |
| Oszman Duraliev   | +100 kg     | Peter Germer (GDR) · 1-3           | Maróthy István (HUN) · kétvállas       | Gıyasettin Yılmaz (TUR) · kétvállas | erőnyerő                            | Christopher Taylor (USA) · 3-1   |                                |                   | 1. mérkőzés · Alekszandr Medvegy (URS) · 3-1 · Hozott eredmény · Christopher Taylor (USA) · 3-1 |             |

## Evezés
| Versenyző                                                                | Versenyszám              | Előfutam | Előfutam | Vigaszág | Vigaszág | Elődöntő | Elődöntő | Döntő | Döntő   | Döntő | Helyezés |
| Versenyző                                                                | Versenyszám              | Idő      | Hely.    | Idő      | Hely.    | Idő      | Hely.    | Típus | Idő     | Hely. | Helyezés |
| ------------------------------------------------------------------------ | ------------------------ | -------- | -------- | -------- | -------- | -------- | -------- | ----- | ------- | ----- | -------- |
| Jordan Valcsev                                                           | Egypárevezős             | 7:50,29  | 1.       | erőnyerő | erőnyerő | 8:17,64  | 4.       | B     | 7:59,55 | 2.    | 8.       |
| Dimitar Valov Dimitar Janakiev Nenko Dobrev (kormányos)                  | Kormányos kettes         | 8:01,12  | 2.       | 8:10,94  | 1.       | 8:20,21  | 4.       | B     | 8:01,86 | 4.    | 10.      |
| Biszer Bojadzsiev Boriszlav Vaszilev Nikolaj Kolev Metodi Halvadzsijszki | Kormányos nélküli négyes | 6:47,99  | 3.       | 7:02,69  | 2.       | 7:24,93  | 6.       | B     | 6:54,54 | 2.    | 8.       |

## Kajak-kenu

### Síkvízi
Férfi
| Versenyző                             | Versenyszám         | Előfutam | Előfutam | Előfutam | Vigaszág | Vigaszág | Vigaszág | Elődöntő | Elődöntő | Elődöntő | Döntő   | Döntő    |
| Versenyző                             | Versenyszám         | Idő      | Hely.    | Össz.    | Idő      | Hely.    | Össz.    | Idő      | Hely.    | Össz.    | Idő     | Helyezés |
| ------------------------------------- | ------------------- | -------- | -------- | -------- | -------- | -------- | -------- | -------- | -------- | -------- | ------- | -------- |
| Vaszil Csilingirov                    | Kajak egyes 1000 m  | kizárták | kizárták | kizárták | kiesett  | kiesett  | kiesett  | kiesett  | kiesett  | kiesett  | kiesett | kiesett  |
| Vaszil Csilingirov Alekszandar Donkov | Kajak kettes 1000 m | 3:45,06  | 3.       | 5.       | erőnyerő | erőnyerő | erőnyerő | 3:36,39  | 3.       | 10.      | 3:45,40 | 9.       |
| Borisz Ljubenov                       | Kenu egyes 1000 m   | 4:32,03  | 2.       | 3.       | erőnyerő | erőnyerő | erőnyerő |          |          |          | 4:14,65 | 6.       |
| Fegya Damjanov Ivan Burcsin           | Kenu kettes 1000 m  | 4:14,47  | 3.       | 7.       | erőnyerő | erőnyerő | erőnyerő | 3:53,72  | 3.       | 8.       | 3:58,10 |          |

Női
| Versenyző                     | Versenyszám        | Előfutam | Előfutam | Előfutam | Vigaszág | Vigaszág | Vigaszág | Elődöntő | Elődöntő | Elődöntő | Döntő   | Döntő    |
| Versenyző                     | Versenyszám        | Idő      | Hely.    | Össz.    | Idő      | Hely.    | Össz.    | Idő      | Hely.    | Össz.    | Idő     | Helyezés |
| ----------------------------- | ------------------ | -------- | -------- | -------- | -------- | -------- | -------- | -------- | -------- | -------- | ------- | -------- |
| Natasa Petrova                | Kajak egyes 500 m  | 2:25,49  | 7.       | 14.      | 2:19,66  | 4.       | 8.       | kiesett  | kiesett  | kiesett  | kiesett | kiesett  |
| Natasa Petrova Petrana Koleva | Kajak kettes 500 m | 2:05,16  | 5.       | 8.       | 1:57,31  | 2.       | 2.       |          |          |          | 1:59,40 | 8.       |

## Kerékpározás

### Pálya-kerékpározás
Időfutam
| Versenyző            | Versenyszám  | Idő     | Helyezés |
| -------------------- | ------------ | ------- | -------- |
| Dimo Angelov Toncsev | Férfi egyéni | 1:07,55 | 6.       |

Üldözőversenyek
| Versenyző                                                               | Versenyszám  | Selejtező | Selejtező | Negyeddöntő                                                                             | Negyeddöntő | Negyeddöntő | Elődöntő     | Elődöntő  | Elődöntő | Döntő        | Döntő     | Helyezés |
| Versenyző                                                               | Versenyszám  | Idő       | Hely.     | Ellenfél Idő                                                                            | Saját idő   | Hely.       | Ellenfél Idő | Saját idő | Hely.    | Ellenfél Idő | Saját idő | Helyezés |
| ----------------------------------------------------------------------- | ------------ | --------- | --------- | --------------------------------------------------------------------------------------- | ----------- | ----------- | ------------ | --------- | -------- | ------------ | --------- | -------- |
| Ivan Cvetkov                                                            | Férfi egyéni | 5:02,39   | 15.       | kiesett                                                                                 | kiesett     | kiesett     | kiesett      | kiesett   | kiesett  | kiesett      | kiesett   | 15.      |
| Nikifor Petrov Mincsev Plamen Timcsev Dimo Angelov Toncsev Ivan Cvetkov | Férfi csapat | 4:31,43   | 8.        | NSZK (FRG) · Jürgen Colombo · Günter Haritz · Udo Hempel · Günther Schumacher · 4:24,49 | 4:31,55     | 8.          | kiesett      | kiesett   | kiesett  | kiesett      | kiesett   | 5.       |

## Lovaglás
Lovastusa
| Versenyző                                                  | Ló                           | Versenyszám | Díjlovaglás | Díjlovaglás | Tereplovaglás | Tereplovaglás | Díjugratás    | Díjugratás    | Végeredmény | Végeredmény |
| Versenyző                                                  | Ló                           | Versenyszám | Bünt.       | Hely.       | Bünt.         | Hely.         | Bünt.         | Hely.         | Bünt.       | Helyezés    |
| ---------------------------------------------------------- | ---------------------------- | ----------- | ----------- | ----------- | ------------- | ------------- | ------------- | ------------- | ----------- | ----------- |
| Nikola Dimitrov                                            | Garona                       | Egyéni      | -66,33      | 53.         | -301,20       | 50.           | nem ért célba | nem ért célba | kiesett     | kiesett     |
| Jordan Ivanov                                              | Liberia                      | Egyéni      | -67,00      | 55.         | -86,00        | 38.           | -20,75        | 39.           | -173,75     | 41.         |
| Gocso Milev                                                | Gondola                      | Egyéni      | -65,67      | 51.         | nem ért célba | nem ért célba | kiesett       | kiesett       | kiesett     | kiesett     |
| Borisz Sztefanov                                           | Artek                        | Egyéni      | -58,67      | 34.         | nem ért célba | nem ért célba | kiesett       | kiesett       | kiesett     | kiesett     |
| Nikola Dimitrov Jordan Ivanov Gocso Milev Borisz Sztefanov | Garona Liberia Gondola Artek | Csapat      | -190,67     | 14.         | 70,80         | 15.           | nem ért célba | nem ért célba | kiesett     | kiesett     |

## Ökölvívás
| Versenyző            | Versenyszám   | Selejtező                         | 32-es főtábla                  | Nyolcaddöntő                        | Negyeddöntő                | Elődöntő                     | Döntő                    | Helyezés |
| Versenyző            | Versenyszám   | Ellenfél Eredmény                 | Ellenfél Eredmény              | Ellenfél Eredmény                   | Ellenfél Eredmény          | Ellenfél Eredmény            | Ellenfél Eredmény        | Helyezés |
| -------------------- | ------------- | --------------------------------- | ------------------------------ | ----------------------------------- | -------------------------- | ---------------------------- | ------------------------ | -------- |
| Aszen Nikolov        | Papírsúly     |                                   | Aragaki Josimicu (JPN) · 5-0   | Volodimir Ivanov (URS) · 0-5        | kiesett                    | kiesett                      | kiesett                  | 9.       |
| Georgi Kosztadinov   | Légsúly       | erőnyerő                          | Jan Balouch (PAK) · RSC        | Chris Ius (CAN) · 5-0               | Calixto Pérez (COL) · 3-2  | Leszek Błażyński (POL) · 5-0 | Leo Rwabwogo (UGA) · 5-0 |          |
| Kuncso Kuncsev       | Pehelysúly    | erőnyerő                          | Palamdorjiin Bayar (MGL) · 3-2 | Clemente Rojas (COL) · visszalépett | kiesett                    | kiesett                      | kiesett                  | 9.       |
| Ivan Mihajlov        | Könnyűsúly    | Roy Hurdley (PAN) · RSC           | Hassan Eghmaz (IRI) · 3-2      | Orbán László (HUN) · 1-4            | kiesett                    | kiesett                      | kiesett                  | 9.       |
| Angel Angelov        | Kisváltósúly  |                                   | Luis Contreras (VEN) · RSC     | Walter Gómez (ARG) · 4-1            | Bantow Srisook (THA) · RSC | Issaka Daboré (NIG) · 5-0    | Ray Seales (USA) · 2-3   |          |
| Vladimir Kolev       | Váltósúly     | Abdel Hamid Fouad Gad (EGY) · 5-0 | David Jackson (UGA) · 1-4      | kiesett                             | kiesett                    | kiesett                      | kiesett                  | 17.      |
| Najden Sztancsev     | Nagyváltósúly | erőnyerő                          | John Opio (UGA) · 3-2          | Wiesław Rudkowski (POL) · 0-5       | kiesett                    | kiesett                      | kiesett                  | 9.       |
| Georgi Sztankov      | Félnehézsúly  |                                   | Nikolay Anfimov (URS) · 0-5    | kiesett                             | kiesett                    | kiesett                      | kiesett                  | 17.      |
| Atanasz Szapundzsiev | Nehézsúly     |                                   |                                | Jürgen Fanghänel (GDR) · KO         | kiesett                    | kiesett                      | kiesett                  | 9.       |

## Öttusa
| Versenyző                                         | Versenyszám | Lovaglás | Lovaglás | Lovaglás | Vívás    | Vívás | Vívás | Lövészet         | Lövészet         | Lövészet         | Úszás  | Úszás | Úszás | Futás   | Futás | Futás | Összesen    | Összesen |
| Versenyző                                         | Versenyszám | Idő      | Pont     | Hely.    | Eredmény | Pont  | Hely. | Pontszám         | Pont             | Hely.            | Idő    | Pont  | Hely. | Idő     | Pont  | Hely. | Összes pont | Helyezés |
| ------------------------------------------------- | ----------- | -------- | -------- | -------- | -------- | ----- | ----- | ---------------- | ---------------- | ---------------- | ------ | ----- | ----- | ------- | ----- | ----- | ----------- | -------- |
| Velko Bratanov                                    | Egyéni      | 3:13,7   | 785      | 57.      | 23–35    | 658   | 46.   | 192              | 956              | 10.              | 4:04,5 | 916   | 48.   | 14:07,3 | 1024  | 40.   | 4339        | 50.      |
| Angel Pepeljankov                                 | Egyéni      | 2:18,4   | 1060     | 16.      | 25–33    | 696   | 39.   | nem teljesítette | nem teljesítette | nem teljesítette | 3:44,3 | 1080  | 21.   | 13:30,2 | 1135  | 12.   | 3971        | 57.      |
| Georgi Sztojanov                                  | Egyéni      | 2:06,0   | 1100     | 3.       | 27–31    | 734   | 35.   | 189              | 890              | 20.              | 4:01,3 | 944   | 46.   | 14:06,7 | 1027  | 39.   | 4695        | 26.      |
| Velko Bratanov Angel Pepeljankov Georgi Sztojanov | Csapat      |          | 2945     | 12.      |          | 2040  | 17.   |                  | 1846             | 19.              |        | 2940  | 14.   |         | 3186  | 11.   | 12957       | 16.      |

## Röplabda

### Férfi
| Bolgár férfi röplabdacsapat-játékoskeret                                                      | Bolgár férfi röplabdacsapat-játékoskeret                                                                  |
| --------------------------------------------------------------------------------------------- | --- |
| - Cano Canov - Ivan Dimitrov - Brunko Iliev - Ivan Ivanov - Dimitar Karov - Zdravko Szimeonov | - Kiril Szlavov - Lacsezar Sztojanov - Alekszandar Trenev - Emil Trenev - Emil Valcsev - Dimitar Zlatanov |

#### Eredmények
Csoportkör
A csoport
|                     |      | Mérkőzések | Mérkőzések | Szettek | Szettek | Szettek | Pontok | Pontok | Pontok |
| Csapat              | Pont | Gy         | V          | Sz+     | Sz–     | SzA     | P+     | P–     | PA     |
| ------------------- | ---- | ---------- | ---------- | ------- | ------- | ------- | ------ | ------ | ------ |
| Szovjetunió (URS)   | 10   | 5          | 0          | 15      | 3       | 5,000   | 257    | 196    | 1,311  |
| Bulgária (BUL)      | 9    | 4          | 1          | 13      | 8       | 1,625   | 294    | 235    | 1,251  |
| Csehszlovákia (TCH) | 8    | 3          | 2          | 11      | 6       | 1,833   | 230    | 205    | 1,122  |
| Dél-Korea (KOR)     | 7    | 2          | 3          | 7       | 10      | 0,700   | 209    | 197    | 1,061  |
| Lengyelország (POL) | 6    | 1          | 4          | 8       | 12      | 0,667   | 237    | 259    | 0,915  |
| Tunézia (TUN)       | 5    | 0          | 5          | 0       | 15      | 0,000   | 90     | 225    | 0,400  |

| 1972. augusztus 27. 19:30 | Dél-Korea (KOR)            | 1 – 3 | Bulgária (BUL) |  |
| 1972. augusztus 27. 19:30 | (18–16, 6–15, 9–15, 13–15) |       |                |  |

| 1972. augusztus 29. 19:30 | Bulgária (BUL)                     | 3 – 2 | Csehszlovákia (TCH) |  |
| 1972. augusztus 29. 19:30 | (15–11, 15–11, 12–15, 14–16, 15–9) |       |                     |  |

| 1972. augusztus 31. 19:30 | Szovjetunió (URS)           | 3 – 1 | Bulgária (BUL) |  |
| 1972. augusztus 31. 19:30 | (9–15, 15–10, 15–11, 15–10) |       |                |  |

| 1972. szeptember 2. 19:30 | Bulgária (BUL)                    | 3 – 2 | Lengyelország (POL) |  |
| 1972. szeptember 2. 19:30 | (14–16, 12–15, 15–7, 15–3, 15–10) |       |                     |  |

| 1972. szeptember 5. 9:00 | Tunézia (TUN)       | 0 – 3 | Bulgária (BUL) |  |
| 1972. szeptember 5. 9:00 | (10–15, 5–15, 7–15) |       |                |  |

Elődöntő
| 1972. szeptember 8. 15:30 | Bulgária (BUL)                   | 2 – 3 | Japán (JPN) |  |
| 1972. szeptember 8. 15:30 | (15–13, 15–9, 9–15, 9–15, 12–15) |       |             |  |

Bronzmérkőzés
| 1972. szeptember 9. 19:30 | Bulgária (BUL)       | 0 – 3 | Szovjetunió (URS) |  |
| 1972. szeptember 9. 19:30 | (11–15, 8–15, 13–15) |       |                   |  |

| Csapat         | Helyezés |
| -------------- | -------- |
| Bulgária (BUL) | 4.       |

## Sportlövészet
Nyílt
| Versenyző        | Versenyszám           | Pont | Helyezés |
| ---------------- | --------------------- | ---- | -------- |
| Dencso Denev     | Gyorstüzelő pisztoly  | 590  | 7.       |
| Dencso Denev     | Szabadpisztoly        | 554  | 11.      |
| Ivan Mandov      | Szabadpisztoly        | 544  | 29.      |
| Ivan Mandov      | Gyorstüzelő pisztoly  | 576  | 42.      |
| Sztefan Vaszilev | Sportpuska, fekvő     | 594  | 21.      |
| Sztefan Vaszilev | Sportpuska, összetett | 1130 | 34.      |
| Emilijan Vergov  | Sportpuska, összetett | 1143 | 13.      |
| Emilijan Vergov  | Sportpuska, fekvő     | 594  | 19.      |
| Anton Manolov    | Skeet                 | 187  | 33.      |

## Súlyemelés
| Versenyző            | Versenyszám | Nyomás                   | Nyomás                   | Szakítás | Szakítás | Lökés    | Lökés    | Összesen | Helyezés |
| Versenyző            | Versenyszám | Eredmény                 | Helyezés                 | Eredmény | Helyezés | Eredmény | Helyezés | Összesen | Helyezés |
| -------------------- | ----------- | ------------------------ | ------------------------ | -------- | -------- | -------- | -------- | -------- | -------- |
| Atanasz Kirov        | 56 kg       | 117,5                    | 7.                       | 105,0    | 5.       | 140,0    | 4.       | 362,5    | 5.       |
| Georgi Todorov       | 56 kg       | 110,0                    | 13.                      | 100,0    | 10.      | 140,0    | 5.       | 350,0    | 8.       |
| Norair Nurikjan      | 60 kg       | 127,5                    | 3.                       | 117,5    | 5.       | 157,5    | 1.       | 402,5    |          |
| Mladen Kucsev        | 67,5 kg     | 157,5                    | 1.                       | 125,0    | 5.       | 167,5    | 2.       | 450,0    |          |
| Jordan Bikov         | 75 kg       | 160,0                    | 3.                       | 140,0    | 4.       | 185,0    | 1.       | 485,0    |          |
| Andon Nikolov        | 90 kg       | 180,0                    | 3.                       | 155,0    | 1.       | 190,0    | 5.       | 525,0    |          |
| Atanasz Sopov        | 90 kg       | 180,0                    | 4.                       | 145,0    | 7.       | 192,5    | 3.       | 517,5    |          |
| Alekszandar Krajcsev | 110 kg      | 197,5                    | 2.                       | 162,5    | 5.       | 202,5    | 5.       | 562,5    |          |
| Sztancso Pencsev     | 110 kg      | érvényes kísérlet nélkül | érvényes kísérlet nélkül | kiesett  | kiesett  | kiesett  | kiesett  | kiesett  | kiesett  |

## Torna
Férfi
| Versenyző                                                                           | Versenyszám      | Selejtező | Selejtező | Döntő    | Döntő    |
| Versenyző                                                                           | Versenyszám      | Pontszám  | Helyezés  | Pontszám | Helyezés |
| ----------------------------------------------------------------------------------- | ---------------- | --------- | --------- | -------- | -------- |
| Dimitar Dimitrov                                                                    | Talaj            | 16,75     | 94.       | kiesett  | kiesett  |
| Dimitar Dimitrov                                                                    | Ugrás            | 17,65     | 85.       | kiesett  | kiesett  |
| Dimitar Dimitrov                                                                    | Korlát           | 17,10     | 93.       | kiesett  | kiesett  |
| Dimitar Dimitrov                                                                    | Nyújtó           | 16,75     | 86.       | kiesett  | kiesett  |
| Dimitar Dimitrov                                                                    | Gyűrű            | 17,20     | 65.       | kiesett  | kiesett  |
| Dimitar Dimitrov                                                                    | Lólengés         | 13,50     | 108.      | kiesett  | kiesett  |
| Dimitar Dimitrov                                                                    | Egyéni összetett | 98,95     | 100.      | kiesett  | kiesett  |
| Bozsidar Iliev                                                                      | Talaj            | 16,20     | 100.      | kiesett  | kiesett  |
| Bozsidar Iliev                                                                      | Ugrás            | 16,95     | 106.      | kiesett  | kiesett  |
| Bozsidar Iliev                                                                      | Korlát           | 17,20     | 88.       | kiesett  | kiesett  |
| Bozsidar Iliev                                                                      | Nyújtó           | 17,15     | 78.       | kiesett  | kiesett  |
| Bozsidar Iliev                                                                      | Gyűrű            | 16,70     | 92.       | kiesett  | kiesett  |
| Bozsidar Iliev                                                                      | Lólengés         | 15,10     | 95.       | kiesett  | kiesett  |
| Bozsidar Iliev                                                                      | Egyéni összetett | 99,30     | 97.*      | kiesett  | kiesett  |
| Dimitar Kojcsev                                                                     | Talaj            | 17,10     | 78.       | kiesett  | kiesett  |
| Dimitar Kojcsev                                                                     | Ugrás            | 16,75     | 109.      | kiesett  | kiesett  |
| Dimitar Kojcsev                                                                     | Korlát           | 17,05     | 96.       | kiesett  | kiesett  |
| Dimitar Kojcsev                                                                     | Nyújtó           | 17,25     | 73.       | kiesett  | kiesett  |
| Dimitar Kojcsev                                                                     | Gyűrű            | 17,65     | 52.       | kiesett  | kiesett  |
| Dimitar Kojcsev                                                                     | Lólengés         | 16,40     | 80.       | kiesett  | kiesett  |
| Dimitar Kojcsev                                                                     | Egyéni összetett | 102,20    | 83.*      | kiesett  | kiesett  |
| Ivan Kondev                                                                         | Talaj            | 17,80     | 45.       | kiesett  | kiesett  |
| Ivan Kondev                                                                         | Ugrás            | 17,20     | 103.      | kiesett  | kiesett  |
| Ivan Kondev                                                                         | Korlát           | 17,50     | 78.       | kiesett  | kiesett  |
| Ivan Kondev                                                                         | Nyújtó           | 15,35     | 104.      | kiesett  | kiesett  |
| Ivan Kondev                                                                         | Gyűrű            | 17,15     | 69.       | kiesett  | kiesett  |
| Ivan Kondev                                                                         | Lólengés         | 15,90     | 89.       | kiesett  | kiesett  |
| Ivan Kondev                                                                         | Egyéni összetett | 100,90    | 90.       | kiesett  | kiesett  |
| Geno Radev                                                                          | Talaj            | 17,15     | 74.       | kiesett  | kiesett  |
| Geno Radev                                                                          | Ugrás            | 17,70     | 83.       | kiesett  | kiesett  |
| Geno Radev                                                                          | Korlát           | 18,30     | 36.       | kiesett  | kiesett  |
| Geno Radev                                                                          | Nyújtó           | 17,60     | 60.       | kiesett  | kiesett  |
| Geno Radev                                                                          | Gyűrű            | 16,90     | 83.       | kiesett  | kiesett  |
| Geno Radev                                                                          | Lólengés         | 16,40     | 80.       | kiesett  | kiesett  |
| Geno Radev                                                                          | Egyéni összetett | 104,05    | 70.       | kiesett  | kiesett  |
| Sztefan Zoev                                                                        | Talaj            | 17,35     | 65.       | kiesett  | kiesett  |
| Sztefan Zoev                                                                        | Ugrás            | 18,15     | 45.       | kiesett  | kiesett  |
| Sztefan Zoev                                                                        | Korlát           | 17,60     | 75.       | kiesett  | kiesett  |
| Sztefan Zoev                                                                        | Nyújtó           | 17,55     | 67.       | kiesett  | kiesett  |
| Sztefan Zoev                                                                        | Gyűrű            | 17,20     | 65.       | kiesett  | kiesett  |
| Sztefan Zoev                                                                        | Lólengés         | 17,75     | 41.       | kiesett  | kiesett  |
| Sztefan Zoev                                                                        | Egyéni összetett | 105,60    | 57.*      | kiesett  | kiesett  |
| Dimitar Dimitrov Bozsidar Iliev Dimitar Kojcsev Ivan Kondev Geno Radev Sztefan Zoev | Csapat összetett |           |           | 516,35   | 15.      |

Női
| Versenyző                                                                                     | Versenyszám      | Selejtező | Selejtező | Döntő    | Döntő    |
| Versenyző                                                                                     | Versenyszám      | Pontszám  | Helyezés  | Pontszám | Helyezés |
| --------------------------------------------------------------------------------------------- | ---------------- | --------- | --------- | -------- | -------- |
| Maja Blagoeva                                                                                 | Talaj            | 18,05     | 33.       | kiesett  | kiesett  |
| Maja Blagoeva                                                                                 | Ugrás            | 18,60     | 12.       | kiesett  | kiesett  |
| Maja Blagoeva                                                                                 | Felemás korlát   | 15,25     | 117.      | kiesett  | kiesett  |
| Maja Blagoeva                                                                                 | Gerenda          | 16,90     | 69.       | kiesett  | kiesett  |
| Maja Blagoeva                                                                                 | Egyéni összetett | 68,80     | 77.       | kiesett  | kiesett  |
| Elena Georgieva                                                                               | Talaj            | 17,30     | 87.       | kiesett  | kiesett  |
| Elena Georgieva                                                                               | Ugrás            | 17,85     | 49.       | kiesett  | kiesett  |
| Elena Georgieva                                                                               | Felemás korlát   | 17,05     | 85.       | kiesett  | kiesett  |
| Elena Georgieva                                                                               | Gerenda          | 16,85     | 72.       | kiesett  | kiesett  |
| Elena Georgieva                                                                               | Egyéni összetett | 69,05     | 73.*      | kiesett  | kiesett  |
| Marieta Ilieva                                                                                | Talaj            | 17,15     | 96.       | kiesett  | kiesett  |
| Marieta Ilieva                                                                                | Ugrás            | 17,50     | 69.       | kiesett  | kiesett  |
| Marieta Ilieva                                                                                | Felemás korlát   | 16,20     | 106.      | kiesett  | kiesett  |
| Marieta Ilieva                                                                                | Gerenda          | 16,35     | 97.       | kiesett  | kiesett  |
| Marieta Ilieva                                                                                | Egyéni összetett | 67,20     | 98.       | kiesett  | kiesett  |
| Irina Hitrova                                                                                 | Talaj            | 17,60     | 70.       | kiesett  | kiesett  |
| Irina Hitrova                                                                                 | Ugrás            | 17,65     | 59.       | kiesett  | kiesett  |
| Irina Hitrova                                                                                 | Felemás korlát   | 17,60     | 65.       | kiesett  | kiesett  |
| Irina Hitrova                                                                                 | Gerenda          | 17,15     | 54.       | kiesett  | kiesett  |
| Irina Hitrova                                                                                 | Egyéni összetett | 70,00     | 60.       | kiesett  | kiesett  |
| Evdokija Pandezova                                                                            | Talaj            | 17,45     | 81.       | kiesett  | kiesett  |
| Evdokija Pandezova                                                                            | Ugrás            | 17,40     | 78.       | kiesett  | kiesett  |
| Evdokija Pandezova                                                                            | Felemás korlát   | 15,85     | 111.      | kiesett  | kiesett  |
| Evdokija Pandezova                                                                            | Gerenda          | 16,90     | 69.       | kiesett  | kiesett  |
| Evdokija Pandezova                                                                            | Egyéni összetett | 67,60     | 94.       | kiesett  | kiesett  |
| Reneta Cvetkova                                                                               | Talaj            | 17,10     | 99.       | kiesett  | kiesett  |
| Reneta Cvetkova                                                                               | Ugrás            | 17,65     | 59.       | kiesett  | kiesett  |
| Reneta Cvetkova                                                                               | Felemás korlát   | 16,90     | 89.       | kiesett  | kiesett  |
| Reneta Cvetkova                                                                               | Gerenda          | 16,45     | 95.       | kiesett  | kiesett  |
| Reneta Cvetkova                                                                               | Egyéni összetett | 68,10     | 86.       | kiesett  | kiesett  |
| Maja Blagoeva Elena Georgieva Marieta Ilieva Irina Hitrova Evdokija Pandezova Reneta Cvetkova | Csapat összetett |           |           | 346,05   | 16.      |

* - egy másik versenyzővel azonos eredményt ért el

## Úszás
Férfi
| Versenyző      | Versenyszám    | Előfutam | Előfutam | Előfutam | Elődöntő | Elődöntő | Elődöntő | Döntő   | Döntő    |
| Versenyző      | Versenyszám    | Idő      | Hely.    | Össz.    | Idő      | Hely.    | Össz.    | Idő     | Helyezés |
| -------------- | -------------- | -------- | -------- | -------- | -------- | -------- | -------- | ------- | -------- |
| Angel Csakarov | 100 m mell     | 1:10,34  | 6.       | 32.      | kiesett  | kiesett  | kiesett  | kiesett | kiesett  |
| Angel Csakarov | 200 m mell     | 2:30,27  | 3.       | 19.      |          |          |          | kiesett | kiesett  |
| Vaszil Dobrev  | 100 m pillangó | 1:00,07  | 7.       | 27.      | kiesett  | kiesett  | kiesett  | kiesett | kiesett  |
| Vaszil Dobrev  | 200 m pillangó | 2:11,28  | 7.       | 22.      |          |          |          | kiesett | kiesett  |

Női
| Versenyző        | Versenyszám | Előfutam | Előfutam | Előfutam | Elődöntő | Elődöntő | Elődöntő | Döntő   | Döntő    |
| Versenyző        | Versenyszám | Idő      | Hely.    | Össz.    | Idő      | Hely.    | Össz.    | Idő     | Helyezés |
| ---------------- | ----------- | -------- | -------- | -------- | -------- | -------- | -------- | ------- | -------- |
| Hriszka Pejcseva | 100 m gyors | 1:03,43  | 7.       | 39.      | kiesett  | kiesett  | kiesett  | kiesett | kiesett  |

## Vívás
Férfi
| Versenyző                                                                        | Versenyszám  | Selejtező | Selejtező | Selejtező | Selejtező | Negyeddöntő | Negyeddöntő | Elődöntő | Elődöntő | Döntő             | Döntő   | Helyezés    |
| Versenyző                                                                        | Versenyszám  | 1. kör | 1. kör    | 2. kör | 2. kör    | Negyeddöntő | Negyeddöntő | Elődöntő | Elődöntő | Döntő             | Döntő   | Helyezés    |
| Versenyző                                                                        | Versenyszám  | Ellenfél Eredmény | Hely.     | Ellenfél Eredmény | Hely.     | Ellenfél Eredmény | Hely.       | Ellenfél Eredmény | Hely.    | Ellenfél Eredmény | Hely.   | Helyezés    |
| -------------------------------------------------------------------------------- | ------------ | --- | --------- | --- | --------- | --- | ----------- | --- | -------- | ----------------- | ------- | ----------- |
| Sztojko Lipcsev                                                                  | Kard, egyéni | 4. csoport · Dan Irimiciuc (ROU) · 5-4 · Richard Oldcorn (GBR) · 5-4 · Guillermo Saucedo (ARG) · 5-1 · Yves Daniel Darricau (LIB) · 5-1 · Walter Convents (FRG) · 3-5 | 2.        | 1. csoport · Rolando Rigoli (ITA) · 3-5 · Budaházi József (ROU) · 0-5 · Alfonso Morales (USA) · 4-5 · Kovács Tamás (HUN) · 5-4 · Francisco de la Torre (CUB) · 3-5 | 5.        | kiesett | kiesett     | kiesett | kiesett  | kiesett           | kiesett | helyezetlen |
| Anani Mihajlov                                                                   | Kard, egyéni | 7. csoport · Pézsa Tibor (HUN) · 2-5 · Bernard Vallée (FRA) · 2-5 · Eddy Ham (NED) · 5-3 · Enrique Barza (PER) · 5-2 · Robert Foxcroft (CAN) · 5-1                    | 4.        | 2. csoport · Mario Aldo Montano (ITA) · 1-5 · Walter Convents (FRG) · 4-5 · Manuel Ortíz (CUB) · 3-5 · Guzman Salazar (CUB) · 1-5 · Janusz Majewski (POL) · 5-2    | 6.        | kiesett | kiesett     | kiesett | kiesett  | kiesett           | kiesett | helyezetlen |
| Borisz Sztavrev                                                                  | Kard, egyéni | 1. csoport · Michele Maffei (ITA) · 4-5 · Alex Orban (USA) · 3-5 · Guzman Salazar (CUB) · 5-3 · Bernd Brodar (AUT) · 5-2 · Matthew Chan (HKG) · 5-0                   | 3.        | 6. csoport · Régis Bonnissent (FRA) · 1-5 · Marót Péter (HUN) · 5-4 · Józef Nowara (POL) · 5-4 · John Deanfield (GBR) · 5-2 · Constantin Nicolae (ROU) · 4-5       | 3.        | 1. csoport · Vlagyimir Nazlimov (URS) · 5-4 · Mario Aldo Montano (ITA) · 5-3 · Alfonso Morales (USA) · 5-3 · Walter Convents (FRG) · 5-1 · Paul Apostol (USA) · 1-5 | 2.          | 2. csoport · Kovács Tamás (HUN) · 4-5 · Régis Bonnissent (FRA) · 0-5 · Paul Apostol (USA) · 1-5 · Viktor Szigyak (URS) · 5-3 · Paul Wischeidt (FRG) · 5-3 | 6.       | kiesett           | kiesett | helyezetlen |
| Hriszto Hrisztov Sztojko Lipcsev Anani Mihajlov Valentin Nikolov Borisz Sztavrev | Kard, csapat | 1. csoport · Románia (ROU) · 5-11 · Magyarország (HUN) · 4-12 | 3.        | |           | kiesett | kiesett     | kiesett | kiesett  | kiesett           | kiesett | helyezetlen |

## Vízilabda
| Bolgár férfi vízilabdacsapat-játékoskeret                                                               | Bolgár férfi vízilabdacsapat-játékoskeret                                              |
| --- | -------------------------------------------------------------------------------------- |
| - Plamen Brankov - Mladen Hrisztov - Andrej Konsztantinov - Ivan Kovacsev - Biszer Naumov - Matej Popov | - Ljubomir Runtov - Alekszandar Sincer - Toma Tomov - Vaszil Tomov - Nedelcso Jordanov |

### Eredmények
Csoportkör
C csoport
| Csapat              | M | Gy | D | V | G+ | G– | Gk  | P |
| ------------------- | - | -- | - | - | -- | -- | --- | - |
| Szovjetunió (URS)   | 4 | 4  | 0 | 0 | 30 | 9  | +21 | 8 |
| Olaszország (ITA)   | 4 | 3  | 0 | 1 | 27 | 16 | +11 | 6 |
| Spanyolország (ESP) | 4 | 2  | 0 | 2 | 19 | 22 | –3  | 4 |
| Bulgária (BUL)      | 4 | 1  | 0 | 3 | 18 | 25 | –7  | 2 |
| Japán (JPN)         | 4 | 0  | 0 | 4 | 14 | 36 | –22 | 0 |

| 1972. augusztus 28. 14:00 | Olaszország (ITA)    | 8 – 5 | Bulgária (BUL)      |  |
| 1972. augusztus 28. 14:00 | (3–1, 3–2, 2–1, 0–1) |       |                     |  |
| 1972. augusztus 28. 14:00 | De Magistris 3       |       | Brankov, T. Tomov 2 |  |

| 1972. augusztus 29. 12:00 | Szovjetunió (URS)    | 7 – 2 | Bulgária (BUL)       |  |
| 1972. augusztus 29. 12:00 | (2–0, 2–1, 2–0, 1–1) |       |                      |  |
| 1972. augusztus 29. 12:00 | Barkalov 3           |       | Kovacsev, V. Tomov 1 |  |

| 1972. augusztus 30. 11:00 | Bulgária (BUL)       | 7 – 4 | Japán (JPN) |  |
| 1972. augusztus 30. 11:00 | (3–1, 0–1, 2–1, 2–1) |       |             |  |
| 1972. augusztus 30. 11:00 | Konsztantinov 4      |       | Nakano 2    |  |

| 1972. augusztus 31. 19:00 | Spanyolország (ESP)  | 6 – 4 | Bulgária (BUL) |  |
| 1972. augusztus 31. 19:00 | (0–0, 2–1, 2–1, 2–2) |       |                |  |
| 1972. augusztus 31. 19:00 | Puigdevall 2         |       | T. Tomov 2     |  |

7–12. helyért
| 1972. szeptember 1. 11:00 | Hollandia (NED)      | 5 – 2 | Bulgária (BUL)           |  |
| 1972. szeptember 1. 11:00 | (1–0, 0–1, 2–1, 2–0) |       |                          |  |
| 1972. szeptember 1. 11:00 | Bras, Parrel 2       |       | Brankov, Konsztantinov 1 |  |

| 1972. szeptember 2. 10:00 | Románia (ROU)        | 4 – 3 | Bulgária (BUL)  |  |
| 1972. szeptember 2. 10:00 | (2–2, 1–0, 1–0, 0–1) |       |                 |  |
| 1972. szeptember 2. 10:00 | Zamfirescu 2         |       | három játékos 1 |  |

| 1972. szeptember 3. 10:00 | Ausztrália (AUS)     | 4 – 4 | Bulgária (BUL) |  |
| 1972. szeptember 3. 10:00 | (2–2, 1–0, 1–1, 0–1) |       |                |  |
| 1972. szeptember 3. 10:00 | Neesham 2            |       | T. Tomov 3     |  |

| 1972. szeptember 4. 10:00 | Kuba (CUB)           | 4 – 4 | Bulgária (BUL) |  |
| 1972. szeptember 4. 10:00 | (0–0, 2–3, 1–0, 1–1) |       |                |  |
| 1972. szeptember 4. 10:00 | Sánchez 2            |       | T. Tomov 3     |  |

A táblázat tartalmazza a C csoportban lejátszott Spanyolország – Bulgária 6–4-es eredményt.
| Csapat              | M | Gy | D | V | G+ | G– | Gk | P |
| ------------------- | - | -- | - | - | -- | -- | -- | - |
| Hollandia (NED)     | 5 | 4  | 1 | 0 | 29 | 20 | +9 | 9 |
| Románia (ROU)       | 5 | 3  | 1 | 1 | 24 | 19 | +5 | 7 |
| Kuba (CUB)          | 5 | 3  | 1 | 1 | 24 | 23 | +1 | 7 |
| Spanyolország (ESP) | 5 | 2  | 0 | 3 | 26 | 26 | 0  | 4 |
| Bulgária (BUL)      | 5 | 0  | 2 | 3 | 17 | 23 | –6 | 2 |
| Ausztrália (AUS)    | 5 | 0  | 1 | 4 | 18 | 27 | –9 | 1 |

| Csapat         | Helyezés |
| -------------- | -------- |
| Bulgária (BUL) | 11.      |